# لورا أداني
لورا أداني (بالإيطالية: Laura Adani)‏ ‏(7 أكتوبر 1913 في مودينا، إميليا رومانيا، إيطاليا - 30 أغسطس 1996 في مونكالييري، بييمونتي، إيطاليا) ممثلة إيطالية، ظهرت في 13 فيلمًا بين عامي 1933 و1980.

## روابط خارجية
- لورا أداني على موقع IMDb (الإنجليزية)
- لورا أداني على موقع ميوزك برينز (الإنجليزية)
- لورا أداني على موقع قاعدة بيانات الفيلم (الإنجليزية)